# Palce pałeczkowate

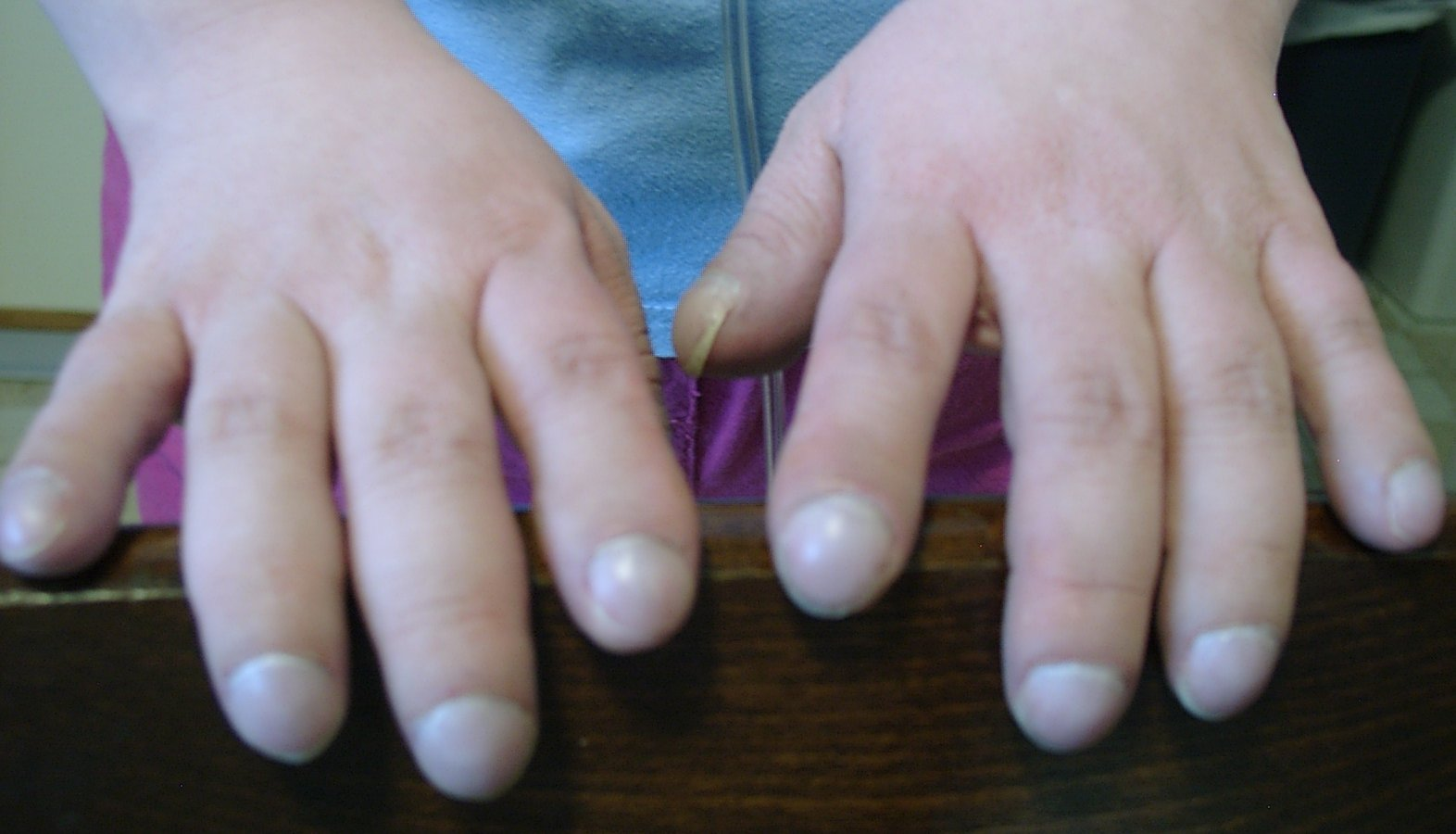
Palce pałeczkowate u osoby z nadciśnieniem płucnym.

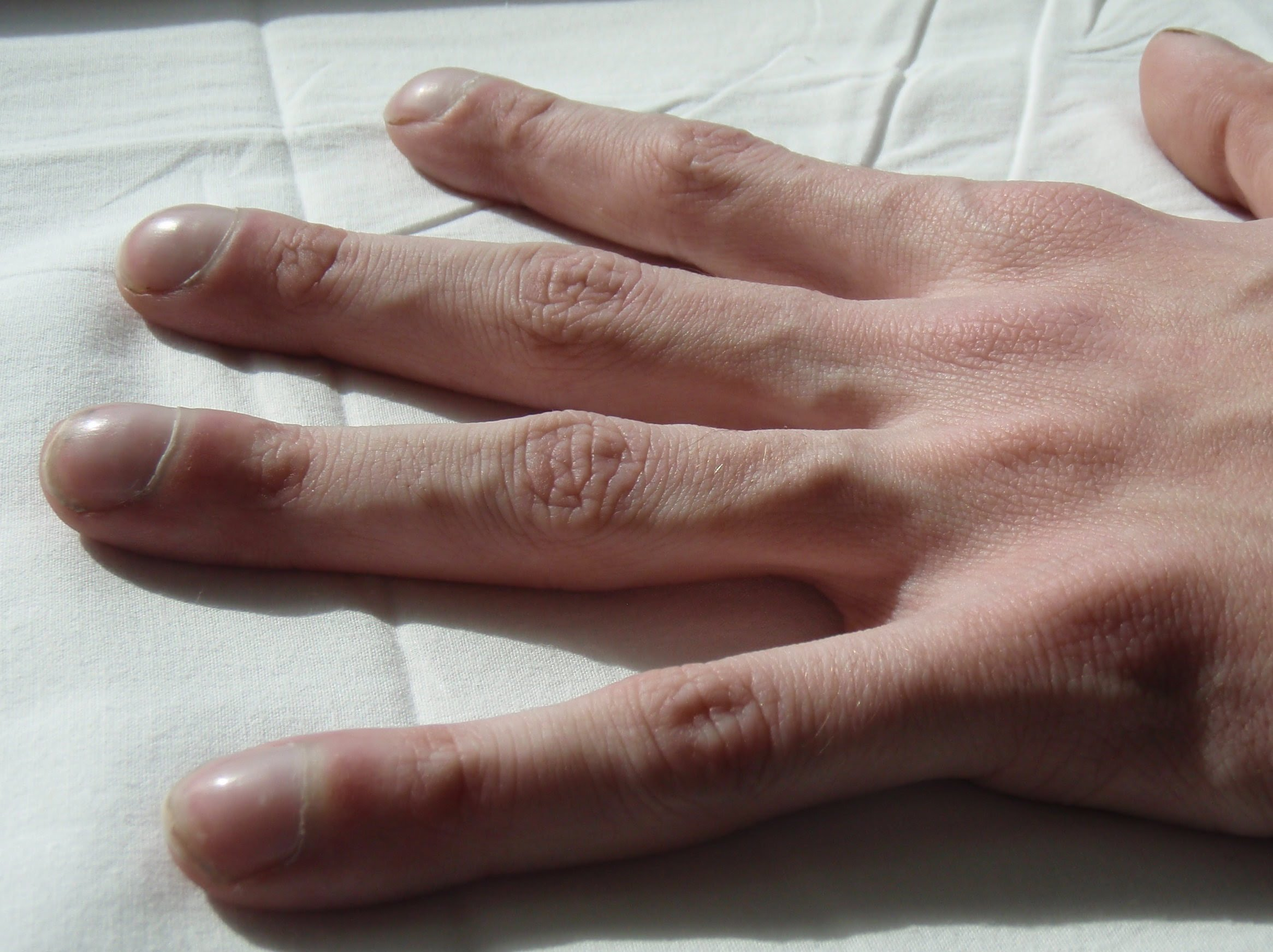
Palce pałeczkowate u osoby z mukowiscydozą.

Pałeczkowatość palców. Czerwona linia pokazuje przebieg zarysu pałeczkowatego paznokcia.

Pałeczkowatość palców, inaczej palce pałeczkowate, palce Hipokratesa lub pałeczki dobosza (ang. clubbing, clubbed fingers) – objaw chorobowy polegający na zwiotczeniu łożysk paznokci i pogrubieniu dystalnych paliczków. Wiąże się z występowaniem tzw. paznokci zegarkowych (nazwanych tak z powodu wypukłości i zaokrąglonego kształtu przypominającego szkło chroniące tarczę zegarka). Bezpośrednią przyczyną palców pałeczkowatych jest zazwyczaj niedotlenienie peryferyjnych części ciała (w tym paliczków). Niektóre pośrednie przyczyny pałeczkowatości palców to:
- nowotwory: rak oskrzeli (głównie wielkokomórkowy – u 35% chorych, rzadko w drobnokomórkowym)[2], międzybłoniak opłucnej, chłoniak Hodgkina i chłoniaki układu pokarmowego, włókniak opłucnej, grasiczak, śluzak przedsionka serca, rak jelita grubego, nowotwory przerzutowe i inne
- choroby układu oddechowego i opłucnej: idiopatyczne włóknienie płuc, mukowiscydoza, azbestoza, rozstrzenie oskrzeli, ropień płuca, ropniak opłucnej, zakażenia (np. gruźlica płuc)
- choroby układu krążenia: sinicze wady serca, infekcyjne zapalenie wsierdzia, tętniak aorty
- choroby układu pokarmowego: marskość wątroby (zwłaszcza w przebiegu pierwotnego zapalenia dróg żółciowych i występująca u dzieci)[3], przewlekłe wirusowe zapalenie wątroby[4], nieswoiste zapalenia jelit (wrzodziejące zapalenie jelita grubego oraz choroba Leśniowskiego-Crohna)
- inne: drugorzędowa nadczynność przytarczyc, nadużywanie leków przeczyszczających, akropachia tarczycowa.